# Alexander Hilbck
Georg Friedrich Alexander Hilbck (* 17. Dezember 1841 in Lippstadt; † 15. September 1908 in Dortmund) war Bergwerksdirektor und Mitglied des Deutschen Reichstags.

## Leben
Hilbck besuchte das Realgymnasium in Lippstadt und dann die Universität und Bergakademie Berlin. Ab 1866 war er Bergwerks-Direktor der Aktiengesellschaft Borussia und der Gewerkschaft Tremonia, ab 1876 Direktor der Gewerkschaft Westfalia. Er war Mitglied des Vorstandes der Berggewerkschaftskasse, des Allgemeinen Knappschaftsvereins Bochum, des Vereins für die bergbaulichen Interessen, der Knappschafts-Berufsgenossenschaft, zweiter Vorsitzender der Sektion II der Berufsgenossenschaft, langjähriger Stadtverordneter von Dortmund und Mitglied der Handelskammer Dortmund.
Von 1898 bis 1903 war er Mitglied des Deutschen Reichstags für den Wahlkreis Regierungsbezirk Arnsberg 6 Dortmund, Hörde und die Nationalliberale Partei. Ab 1903 war er auch Mitglied des Preußischen Abgeordnetenhauses.
In Dortmund-Eving ist eine Straße nach ihm benannt.